# Husova (Litovel)
Husova ulice je ulice v Litovli vedoucí z náměstí Přemysla Otakara na východ k Olomouckému a Uničovskému rybníku. U jejího ústí na náměstí stojí na jejím jižním rohu bývalý Německý dům (po druhé světové válce Národní dům, pak Okresní dům osvěty, dnes Městský klub). Blíže východnímu konci ulice na její severní straně stojí secesní Sochova vila, v níž se nacházelo obvodní oddělení Policie České republiky. Za vilou, téměř na břehu Uničovského rybníka, pak stojí budova Husova sboru. Na opačné straně ulice, téměř naproti Sochově vile, se nachází budova Dětského domova.
V místě ústí ulice na náměstí teče pod jejím povrchem malý vodní tok Nečíz, krátké rameno řeky Moravy. Ten poté odbočuje mírně k severu, nakrátko se vynoří nad povrch, za budovou č. p. 735 je následně znovu zaklenut, pokračuje souběžně se severní stranou ulice, podtéká Sochovu vilu a znovu ulici křižuje na jejím východním konci.

## Historie

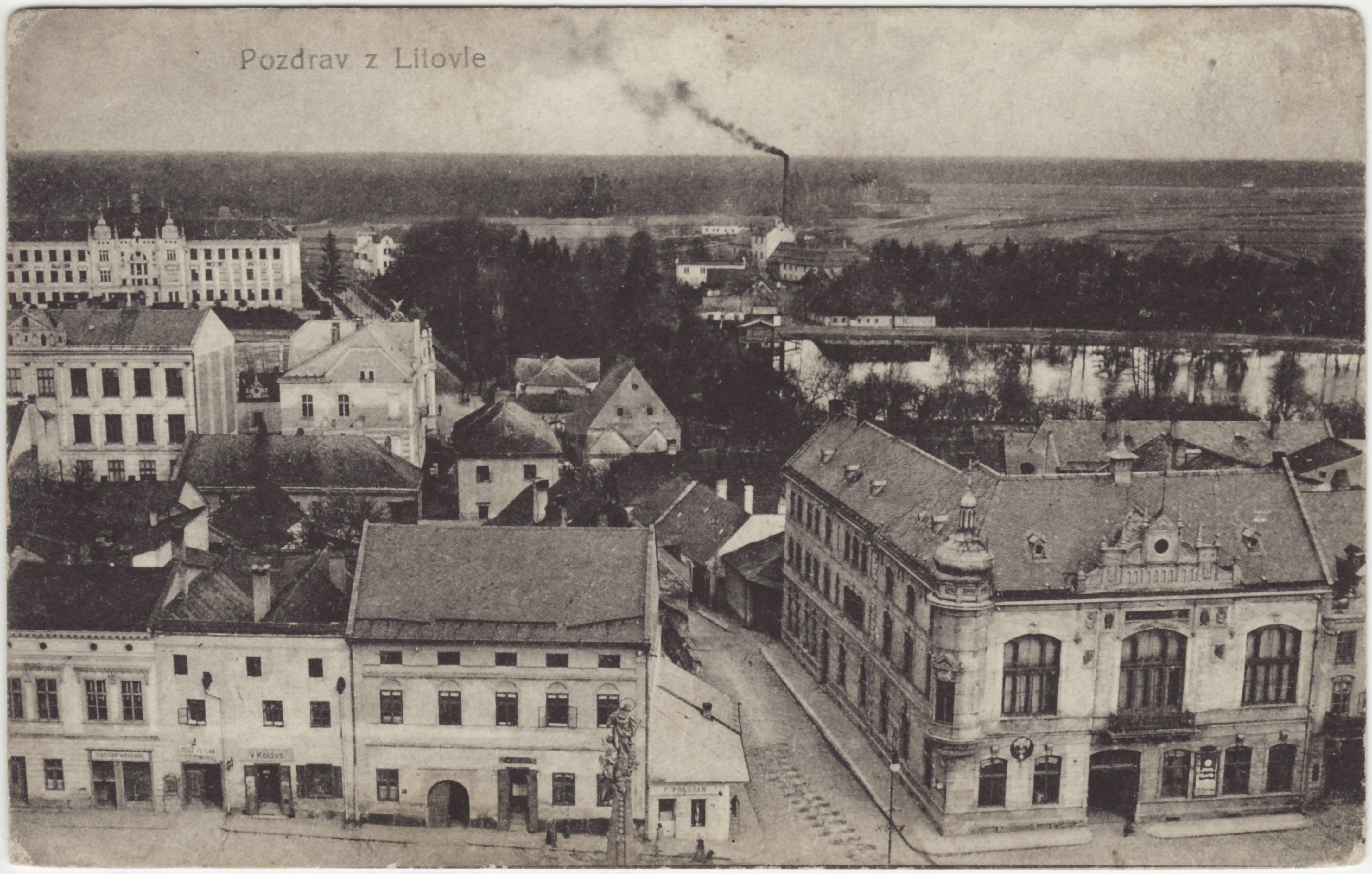
Pohled na Sokolskou ulici (dnešní Husovu) z věže radnice roku 1918

Nejstarší známá pojmenování ulice jsou německé názvy Stertlgasse či Kuttelhof (česky Jatky), podle jatek, které se od počátků města nacházely na severním rohu ústí ulice na náměstí. Původně šlo o 1 metr úzkou uličku mezi jatkami na severní straně a právovárečným šenkovním domem U zlatého jelena na straně jižní, která se podobala úzké Šerhovní ulici na opačné straně náměstí. Roku 1860 se však na jejím severním okraji propadla klenba Nečízu pod patrovou budovou jatek, jejichž část byla zbořena a zůstala po nich jen řada nízkých krámků. Ulička tak byla podstatně rozšířena. Roku 1898 pak byl dům U zlatého jelena přestavěn v tzv. Německý dům, prestižní centrum spolkového života německých obyvatel města.
Další významnou stavbou, tentokrát na opačném konci ulice, byla budova Sokola u Uničovského rybníka, dokončená roku 1892 (ve dvacátých letech 20. století přestavěná na Husův sbor). Dle údaje z roku 1893 nesla ulice německý název Fleischbankgasse. V roce 1900 se objevuje též české jméno Rybářská, který je téhož roku úředně nahrazen názvem Sokolská, odkazujícího ke zmíněné sokolovně.

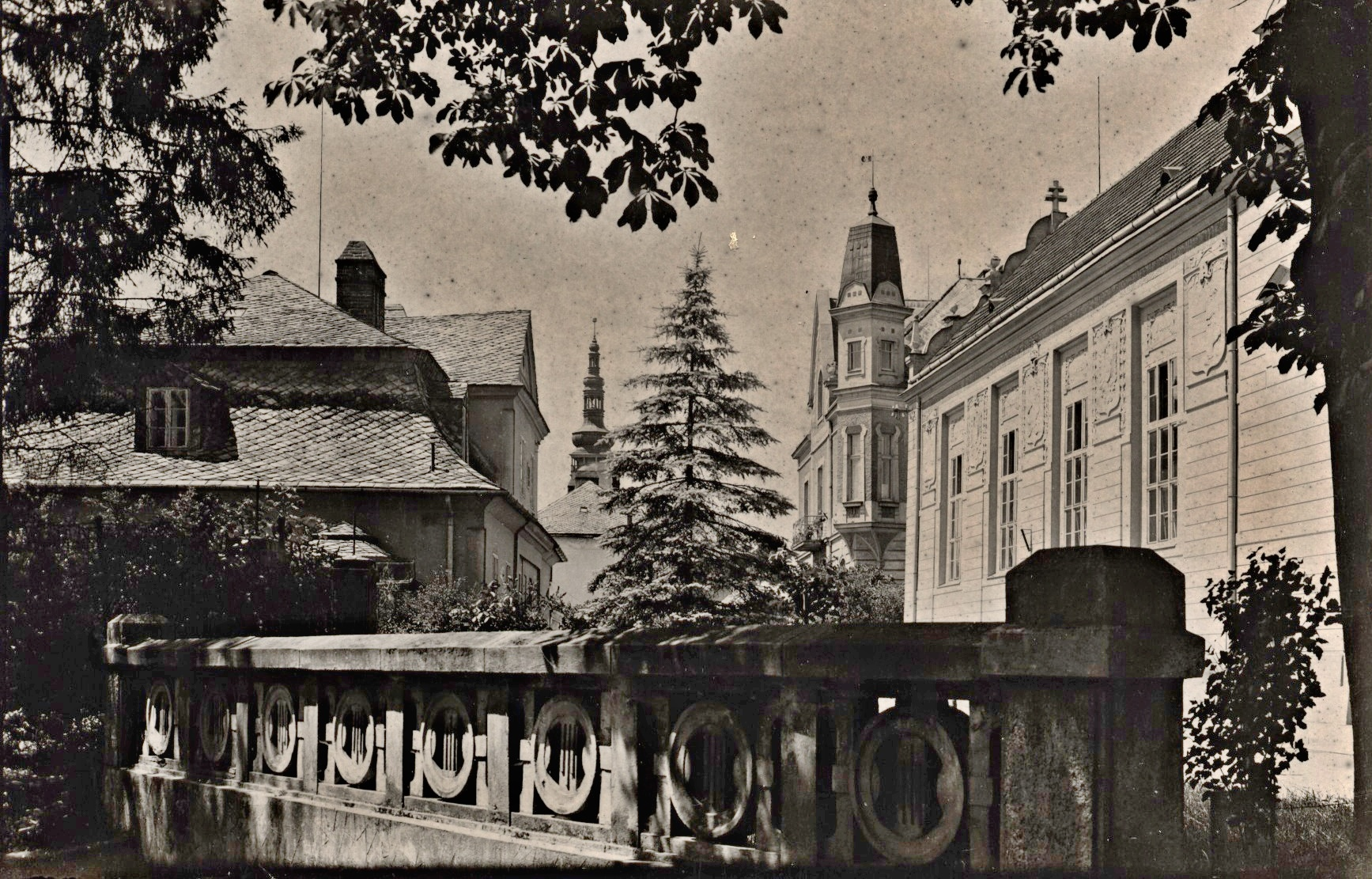
Železobetonový most přes Nečíz v Husově ulici. Foto z roku 1936.

Roku 1906 byl na východním konci ulice postaven nad Nečízem železobetonový most. Obě jeho strany byly osazeny železobetonovým zábradlím s prolamovanými ornamenty se secesními znaky. Most postavila pražská firma Podnikatelství staveb, Ing. K. Herzán a Lud. Uhlíř podle tehdy velmi progresivního systému využívajícího vyztuženého betonu vynalezeného francouzským inženýrem Françoisem Hennebiquem, kombinovaného se systémem Monier.
V sousedství sokolovny nechal roku 1910 pro sebe postavit reprezentativní secesní vilu první český starosta Litovle Vácslav Socha. V té době ještě byla před vilou otevřená hladina Nečízu. Na druhé straně ulice v místě bývalé hasičské zbrojnice pak nechal vlastními prostředky vybudovat Útulek pro opuštěné české dítě (dnes zde sídlí Základní škola, Dětský domov a Školní jídelna Litovel). Architektonicky ceněnou stavbu realizoval roku 1928 místní stavitel Čeněk Chrudimský.
Roku 1930 byla ulice přejmenována na Tyršovu, podle zakladatele hnutí Sokol Miroslava Tyrše, jehož 100. výročí narození se v daný rok oslavovalo. Za druhé světové války byla přejmenována na Parkstrasse (česky Sadová), podle parku, do něhož ústí na východním konci. Svůj současný název Husova získala hned po válce roku 1945, a to podle budovy Husova sboru.
Výrazné úpravy ulice zaznamenala ve 2. polovině 20. století. Roku 1955 byl zbořen rohový dům na jižní straně křižovatky s Jungmannovou ulicí. V 60. letech byla zakryta hladina Nečízu před Sochovou vilou. Přes vodní tok zde byla položena kovová konstrukce, která byla následně zasypána zeminou a získaný prostor byl upraven na předzahrádku. Roku 1988 pak byly demolovány domy podél jižní strany Husovy ulice mezi náměstím a Jungmannovou ulicí a roku 2000 rohový dům na severní straně, sousedící s tzv. Německým domem.